# Segmento circular

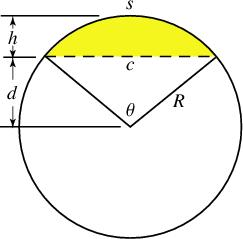
Um segmento circular (mostrado aqui em amarelo) é delimitada por uma secante/corda (a linha tracejada) e um arco de círculo (mostrado acima da área amarela).

Em geometria, um segmento circular (também segmento de círculo) é uma área de um círculo informalmente definido como uma área que é "cortada" do resto do círculo por uma reta secante ou uma corda. O segmento circular constitui a parte entre a secante e um arco, excluindo o centro do círculo.

## Fórmula
Seja R o raio do círculo, c o comprimento da corda, s o comprimento do arco, h a altura do segmento e d a altura da porção triangular. A área do segmento circular é igual à área do setor circular menos a área da porção triangular.
O raio é {\displaystyle R=h+d{\frac {}{}}}
O comprimento do arco é {\displaystyle s=R\theta {\frac {}{}}}, onde {\displaystyle \theta {\frac {}{}}} está em radianos.
A área é {\displaystyle A={\frac {R^{2}}{2}}\left(\theta -\operatorname {sen} \theta \right)}
O comprimento da corda é {\displaystyle c=R{\sqrt {2-2\cos \theta }}}
onde b é a distância do centro de gravidade ao centro do círculo e A é a área do segmento.

## Derivação da fórmula da área
A área do setor circular é {\displaystyle \pi R^{2}\cdot {\frac {\theta }{2\pi }}=R^{2}\left({\frac {\theta }{2}}\right)}
Se fizermos a bissetriz do ângulo {\displaystyle \theta }, e por conseguinte da porção triangular, obteremos dois triângulos com a área {\displaystyle {\frac {1}{2}}R\sin {\frac {\theta }{2}}R\cos {\frac {\theta }{2}}} ou
{\displaystyle 2\cdot {\frac {1}{2}}R\sin {\frac {\theta }{2}}R\cos {\frac {\theta }{2}}}
{\displaystyle =R^{2}\sin {\frac {\theta }{2}}\cos {\frac {\theta }{2}}}
Dado que a área do segmento é a área do setor diminuída da área da porção triangular, temos
{\displaystyle R^{2}\left({\frac {\theta }{2}}-\sin {\frac {\theta }{2}}\cos {\frac {\theta }{2}}\right)}
De acordo com a trigonometria, {\displaystyle 2\sin x\cos x=\sin 2x}, logo
{\displaystyle R\sin {\frac {\theta }{2}}R\cos {\frac {\theta }{2}}={\frac {R^{2}}{2}}\sin \theta }
Portanto, a área é:
{\displaystyle R^{2}\left({\frac {\theta }{2}}-{\frac {1}{2}}\sin \theta \right)}
{\displaystyle ={\frac {R^{2}}{2}}\left(\theta -\sin \theta \right)}